# Indira Nath
Pour les articles homonymes, voir Nath (homonymie).
Indira Nath, née le 14 janvier 1938 et morte le 24 octobre 2021, est une immunologiste et professeure de biologie indienne. 
Elle a consacré une grande partie de sa vie à la compréhension de la manière dont la bactérie responsable de la lèpre échappe partiellement au système immunitaire humain, à améliorer le diagnostic de la lèpre et les moyens de la soigner. Elle a reçu pour cela le prix L'Oréal-Unesco pour les femmes et la science en 2002 ; ses travaux (144 publications sur la plateforme ResearchGate) ayant permis des avancées majeures vers la mise au point de traitements et de vaccins pour soigner la lèpre.

## Carrière
Enfant elle voulait être médecin. Elle a reçu son Bachelor of Medicine à l'institut des sciences médicales de New Delhi (All India Institute of Medical Sciences). 
Dans les années 1970, alors que la lèpre touche 4,5 millions de personnes en Inde, Indira Nath effectue une formation hospitalière au Royaume-Uni. Durant cette formation, elle décide de se spécialiser en immunologie. Elle a travaillé au département des maladies infectieuses, notamment sur la lèpre avec le Professeur John Leslie Turk au collège royal de chirurgie. Elle a aussi travaillé avec le Dr R.J.W. Rees à l'institut national de la recherche médicale (National Institute for Medical Research) à Londres. 
À son retour en Inde, elle rejoint le professeur Gursaran Talwar (en) au département de biochimie de l'institut des sciences médicales de New Delhi. Là, dans les années 1980, elle travaille dans le département de pathologie, puis fonde (en 1986) un département de biotechnologie.
Elle a pris sa retraite en 1998 mais a continué ses recherches en tant que chercheuse émérite. Elle a été nommée doyenne de l'université AIMST (School of Medicine in Asian Institute of Medicine, Engineering and Technology) en Malaisie et directrice du Blue Peter Research Centre, un centre de recherche consacré à la lèpre, situé à Hyderabad. 
Elle a été vice-présidente de l'académie nationale des sciences de 2001 à 2003, puis nommée (en 2003) présidente du programme pour les femmes scientifiques auprès du ministère indien des sciences et des technologies.
En 2002, dans une interview publiée par la revue Nature, elle raconte comment son métier a évolué et considère qu'en Inde la communauté des chercheurs du domaine biomédical est respectée par le gouvernement et qu'elle respecte ses membres femmes.

## Recherches
Indira Nath a consacré ses recherches aux réponses immunitaires cellulaires face à la lèpre chez l'être humain. Elle a découvert que les personnes infectés par le bacille intracellulaire Mycobacterium leprae ne développent pas tous la même forme de maladie. Elle a également étudié les lésions nerveuses provoquées par la lèpre et les marqueurs de viabilité de la bactérie Mycobacterium leprae. 
Ses travaux ont contribué à la mise au point de traitements et de vaccins pour soigner cette maladie.
Elle s'est aussi intéressée à la manière dont les femmes en Inde peuvent être freinées lors de leur éducation ou pour accéder à des postes importants ou normalement payés dans le monde de la recherche (plafond de verre).

## Récompenses et honneurs
- 1983: Prix Shanti Swarup Bhatnagar en sciences médicales
- 1988: Membre de l'Académie Nationale Indienne des Sciences
- 1999: Padma Shri[10]
- 2002: Prix L'Oréal-Unesco pour les femmes et la science
- 2003: 
  - Chevalier de l'Ordre National du Mérite
  - Docteur honoris causa de l'UPMC[11]